# 網走本線
網走本線（日语：／）是一條北海道連接池田站至札鶴站（現時：札弦站）之間，日本國有鐵道的鐵路線之舊稱。下述分割為3個區間/路線。

## 歷史
網走本線是一條連接十勝和網走支廳的幹線鐵路。在1910年從池田一方開通，在1911年延長至野付牛（現時：北見），在1912年再延長至網走，最後在1929年（昭和4年）11月14日延長至札鶴站，同時全線開通。當時的路線距離（營業距離）為250.0公里。
但是在1931年9月20日，網走站至札鶴站之間編入至釧網線（東釧路 - 札鶴），即是現時的釧網本線。
在1961年進行路線名稱整理。在網走本線中，池田站至北見站之間的路線名稱變為池北線，北見站至網走站之間的路線名稱變為石北線（整條線是連接新旭川至北見之間，即現時的石北本線），網走本線這個路線名稱被消滅。
以下為各區間的年表：
1. 池北線　池田站至北見站之間
路線距離（營業距離）:  140.0公里
  - 1910年9月22日　網走線池田至淕別（後來名為陸別）之間開通。
  - 1911年9月25日　淕別至野付牛（北見）之間開通。
  - 1912年11月18日　網走線改名為網走本線。
  - 1961年4月1日　該區間改名為池北線[1]。
  - 1989年6月4日　路線經營者由北海道旅客鐵道轉換至北海道池北高原鐵道，改名為故鄉銀河線[1][2][3][4][5]。
  - 2006年4月21日　全線廢除[6][7]。
2. 石北本線的一部分　北見站至網走站之間
路線距離（營業距離）:  53.0公里
  - 1912年10月5日　網走線野付牛（現時：北見）至網走之間開通。
  - 1912年11月18日　網走線改名為網走本線。
  - 1961年4月1日　（舊）石北線全線（新旭川至北見）與此區間合併，名為石北本線。
3. 釧網本線的一部分　網走站至札弦站之間
路線距離（營業距離）:  57.0公里
  - 1924年11月15日　網走至北濱之間開通。
  - 1925年11月10日　北濱至斜里（現時：知床斜里）之間開通。
  - 1929年11月14日　斜里至札鶴（現時：札弦）開通。
  - 1931年9月20日　隨著（舊）釧網線延伸至札鶴，（舊）釧網線（東釧路至札鶴）與此區間合併，名為釧網本線。

在2016年，陸別站遺蹟的轉車盤（陸別町）和本別川橋梁（本別町）被選為「舊網走線開業時之鐵路設施群」土木遺產。

## 注腳
1. 1 2   田中和夫（日语：田中和夫 (作家)）（監修）. . 上巻 国鉄・JR線. 北海道新聞社（編集）. 2002-07-15: 236–237頁. ISBN 978-4-89453-220-5. ISBN 4-89453-220-4 （日语）.
2. ↑  田中和夫（監修）. . 下巻 SL・青函連絡船他. 北海道新聞社（編集）. 2002-12-05: 222頁–223頁. ISBN 978-4-89453-237-3. ISBN 4-89453-237-9.
3. ↑  北見現代史編集委員会（編集）. . 北見市: 952頁,954頁. 2007-01 （日语）.
4. ↑  ふるさと銀河線10周年記念事業実行委員会（編集）. : 21–24頁、95頁. 1999-06-04 （日语）.
5. ↑  . 北海道新聞 (北海道新聞社). フォト北海道（道新写真データベース）. 1989-06-03  [2016-11-25]. （原始内容存档于2016年11月25日） （日语）.
6. ↑  北見現代史編集委員会（編集）. . 北見市: 981頁. 2007-01 （日语）.
7. ↑  . 北海道新聞 (北海道新聞社). フォト北海道（道新写真データベース）. 2006-04-21  [2016-11-25]. （原始内容存档于2016年11月25日） （日语）.
8. ↑  . 日本土木學會. 2016  [2018-03-13]. （原始内容存档于2021-11-04）.